# Прапор Просянки
Пра́пор Прося́нки — один з офіційних символів села Просянка, Куп'янський район Харківської області, затверджений рішенням сесії Просянської сільської ради.

## Опис прапора
Квадратне полотнище з вміщеними на ньому кольорами і фігурами малого герба.